# Джессі Леду
Джессі Леду (англ. Jesse LeDoux) — художник, автор обкладинок альбомів багатьох виконавців. Народився у Портленді, штат Орегон, довгий час працював артдиректором сієтлського лейблу Sub Pop. У 2004 Джессі покинув його, щоб зосередитися на власній компанії «LeDouxville». 
У 2005 за роботу над Chutes Too Narrow гурту The Shins його було номіновано на Ґреммі у категорії «Найкраща упаковка запису». Художні виставки відбулись у США та Японії. Наразі проживає у Сієтлі, штат Вашингтон.

## Деякі обкладинки
- Dolour — Waiting for a World War (LP)
- Goon Moon — I Got a Brand New Egg Layin' Machine (CD, 12" вінил) (разом з Джеффом Кляйнсмітом)
- Hellogoodbye — Zombies! Aliens! Vampires! Dinosaurs! (LP)
- The Little Ones — Sing Song (EP)
- Pedro the Lion — Achilles Heel (LP)
- Pedro the Lion — «God Rest Ye Merry Gentlemen» (7" вінил)
- The Shins — Chutes Too Narrow (LP), «Fighting in a Sack» (сингл)
- Елліотт Сміт — Pretty (Ugly Before) (7" вінил)
- Limbeck — Limbeck (LP)
- Socratic — Lunch for the Sky (LP)

## Деякі клієнти
- Suicide Squeeze Records
- Sub Pop
- Modest Mouse
- Death Cab for Cutie
- Nike
- Kidrobot